# Veľké Zlievce
Veľké Zlievce (węg. Felsőzellő, do 1899 Nagy-Zellő; niem. Gross-Zellowitz) – wieś (obec) na Słowacji położona w kraju bańskobystrzyckim, w powiecie Veľký Krtíš. Pierwsze wzmianki o miejscowości pochodzą z 1248 roku.
Według danych z dnia 31 grudnia 2012 roku, wieś zamieszkiwało 489 osób, w tym 244 kobiety i 245 mężczyzn.
W 2001 roku rozkład populacji względem narodowości i przynależności etnicznej wyglądał następująco:
- Słowacy – 70,72%
- Czesi – 0,4%
- Romowie – 3,39%
- Ukraińcy – 0,2%
- Węgrzy – 24,1%

Ze względu na wyznawaną religię struktura mieszkańców kształtowała się w 2001 roku następująco:
- Katolicy rzymscy – 83,47%
- Grekokatolicy – 0,2%
- Ewangelicy – 3,39%
- Ateiści – 9,36%
- Nie podano – 3,19%